# Tiruttangal
Tiruttangal är en ort i Indien.   Den ligger i distriktet Virudhunagar och delstaten Tamil Nadu, i den södra delen av landet, 2 100 km söder om huvudstaden New Delhi. Tiruttangal ligger 88 meter över havet och antalet invånare är 54 499.
Terrängen runt Tiruttangal är platt. Runt Tiruttangal är det tätbefolkat, med 591 invånare per kvadratkilometer. Närmaste större samhälle är Sivakasi, 5,4 km sydväst om Tiruttangal. Trakten runt Tiruttangal består till största delen av jordbruksmark.